# پورچیا (فریولی ونتزیا جولیا)
پورچیا (به ایتالیایی: Porcia) یک کومونه در ایتالیا است که در استان پوردنونه واقع شده‌است. پورچیا ۲۹٫۵ کیلومتر مربع مساحت و ۱۵٬۱۴۲ نفر جمعیت دارد و ۲۹ متر بالاتر از سطح دریا واقع شده‌است.

## خواهرخوانده
شهرهای برتیواویفالو و اشپیتال آن در درائو خواهرخوانده‌های پورچیا (فریولی ونتزیا جولیا) هستند.